# Relações entre Armênia e Egito
Existem relações exteriores entre a Armênia e o Egito. O Egito foi um dos primeiros países do mundo árabe a reconhecer a independência da Armênia em 1991. Em março de 1992, as relações diplomáticas foram estabelecidas entre os dois países. Em maio de 1992, a primeira missão diplomática da Armênia no Oriente Árabe foi inaugurada no Cairo. O Egito tem uma embaixada em Ierevã.

## História
Após a independência da Armênia da União Soviética, o Egito foi um dos primeiros países a reconhecer a independência da Armênia. Uma Convenção sobre o estabelecimento de relações diplomáticas bilaterais foi assinada em 1992. A embaixada egípcia em Ierevã foi inaugurada em maio de 1993, enquanto a embaixada armênia no Cairo foi inaugurada em março de 1992.
O ponto mais significativo nas relações políticas entre os dois países é a apreciação armênia pela posição neutra do Egito em relação ao conflito do Alto Carabaque, bem como o acolhimento pelo Egito dos armênios que fugiam dos massacres que ocorreram contra eles e sua integração na sociedade egípcia.
Desde 1996, Armênia e Egito têm conseguido estabelecer uma excelente cooperação política, econômica, cultural, educacional e científica. O Egito foi um dos primeiros países do mundo árabe a reconhecer a independência da Armênia em 1991. A Arménia e o Egito assinaram mais de 40 documentos jurídicos bilaterais, dezenas de delegações oficiais de alto nível efectuaram visitas mútuas, ocorreram muitos eventos culturais e públicos significativos e foram elaborados projectos de cooperação económica através de esforços conjuntos.

## Reconhecimento do genocídio armênio
De acordo com o jornal armênio-americano Asbarez, no final de 2013, em meio às crescentes tensões turco-egípcias que se seguiram à remoção do presidente egípcio Mohamed Morsi do cargo no início de julho de 2013, houve muitos editoriais e artigos de opinião egípcios condenando a negação do genocídio armênio pelo governo turco, e o tópico foi discutido no Al-Soura Al-Kamila, um popular talk show da televisão egípcia apresentado por Lilian Daoud.
Mostafa Bakri, um membro independente do parlamento egípcio, apresentou uma resolução apelando ao reconhecimento do genocídio arménio; se adoptada, o Egipto seria a primeira nação muçulmana a fazê-lo. Um documentário em árabe, Quem Matou os Armênios? , foi produzido no Egito e exibido na Biblioteca de Heliópolis. As crescentes tensões entre o Egito e a Turquia também levaram a pedidos crescentes de reconhecimento do genocídio armênio. Num discurso na Conferência de Segurança de Munique de 2019, o presidente egípcio Abdel Fattah el-Sisi reconheceu implicitamente o Genocídio Arménio, observando que cem anos antes, o Egipto tinha acolhido refugiados arménios "após o genocídio". Os comentários foram bem recebidos pela comunidade arménia do Egito.

## Visitas de alto nível

### Para a Armênia

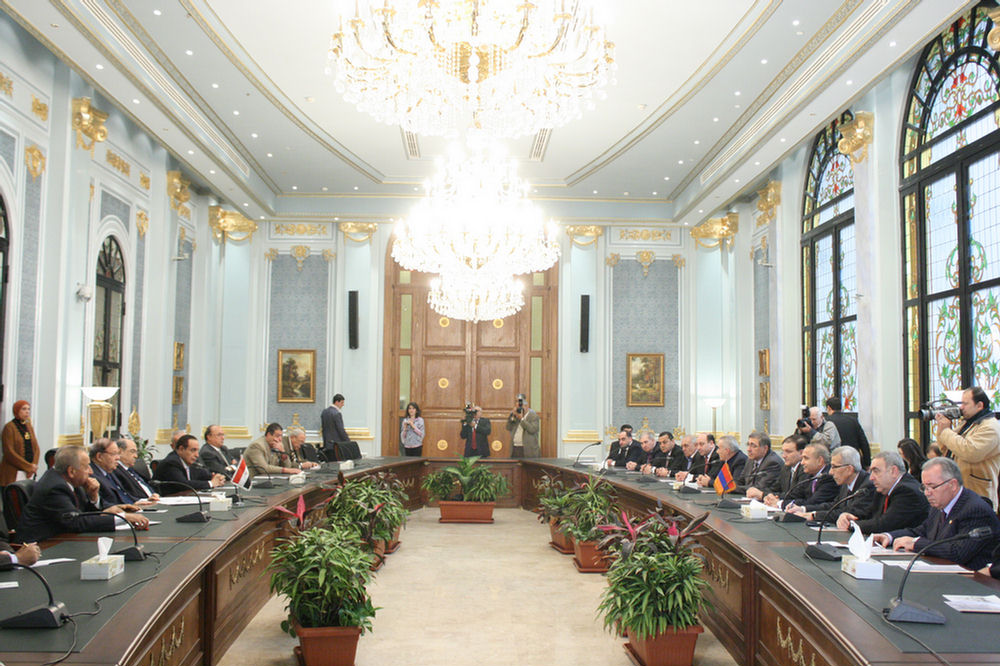
Reunião parlamentar armênio-egípcia no Cairo

| N | Data                       | Posição                                                        | Tipo    |
| - | -------------------------- | -------------------------------------------------------------- | ------- |
| 1 | Janeiro de 1992            | Vice-primeiro-ministro Kamal Ganzouri                          | Oficial |
| 2 | Outubro de 2002            | Ministro da Cooperação Econômica Internacional Faiza Abul Naga | Oficial |
| 3 | 28 e 29 de janeiro de 2023 | Presidente Abdel Fattah el-Sisi                                | Estado  |

### Para o Egito
| N  | Data              | Posição                                                      | Tipo        |
| -- | ----------------- | ------------------------------------------------------------ | ----------- |
| 1  | Março de 1992     | Ministro das Relações Exteriores Raffi Hovannisian           | Oficial     |
| 2  | Maio de 1992      | Presidente da Armênia Levon Ter-Petrossian                   | Oficial     |
| 3  | Janeiro de 1993   | Ministro interino das Relações Exteriores, Arman Kirakossian | Oficial     |
| 4  | Março de 1997     | Ministro das Relações Exteriores Alexander Arzoumaian        | Oficial     |
| 5  | Maio de 1997      | Presidente da Assembleia Nacional Babken Ararktsian          | Oficial     |
| 6  | Fevereiro de 1999 | Ministro das Relações Exteriores Vartan Oskanian             | Trabalhando |
| 7  | Janeiro de 2005   | Ministro das Relações Exteriores Vartan Oskanian             | Oficial     |
| 8  | Dezembro de 2005  | Primeiro Ministro Andranik Markarian                         | Oficial     |
| 9  | Abril de 2007     | Presidente da Armênia, Robert Kocharian                      | Oficial     |
| 10 | Fevereiro de 2009 | Ministro das Relações Exteriores Edward Nalbandian           | Oficial     |
| 11 | Janeiro de 2010   | Presidente da Assembleia Nacional Hovik Abrahamyan           | Oficial     |
| 12 | Março de 2024     | Primeiro Ministro da Armênia Nikol Pashinyan                 | Oficial     |

## Eventos culturais
- Os Dias Culturais Egípcios foram realizados de 4 a 11 de novembro na Armênia, dentro da estrutura da cooperação cultural Armênia-Egito, um acordo intergovernamental assinado entre os dois estados. No âmbito dos dias culturais egípcios em Ierevã, foram realizadas duas apresentações de balé do Teatro de Ópera e Balé do Egito e muitos filmes egípcios foram exibidos. Também foi organizada uma exposição de arte apresentando obras de artistas egípcios.[12][13][14]
- Canções folclóricas armênias no Salão El-Gumhuriya, Ópera do Cairo, 6 de outubro de 2011, o distinto artista da Armênia Arsen Grigoryan, a cantora Anna Kharatyan e o Mro Ensemble deram um concerto no Salão El-Gumhuriya da Ópera do Cairo no âmbito dos eventos dedicados ao 20º aniversário da independência da Armênia.[15]
- Tema armênio na Conferência Científica Internacional em Alexandria, 27 de setembro de 2011, a Armênia teve o status especial de convidada honorária no quarto Simpósio Internacional de História e Publicação nas Línguas e Países do Oriente Médio. O simpósio também comemorou o 500º aniversário da impressão de livros armênios e a escolha da cidade de Yerevan como Capital Mundial do Livro 2012 pela UNESCO, dedicando uma sessão especial à publicação na Armênia. No âmbito da conferência científica de três dias, foi realizada na Biblioteca de Alexandria uma exposição de livros armênios antigos.[16][17][18]
- Os Dias Culturais Armênios no Egito, de 17 a 22 de setembro de 2010, foram organizados conjuntamente pelo Ministério da Cultura do Egito e pela Embaixada da Armênia no Egito como parte de uma iniciativa bilateral maior para promover o intercâmbio cultural entre o Egito e a Armênia. A série incluiu uma exposição fotográfica de Zaven Sargsyan, o diretor do museu de Sergey Parajanov, sobre a arquitetura armênia, além de três apresentações do Conjunto Nacional de Canto e Dança Armênio, nomeado em homenagem a Tatoul Altounian, primeiro no Cairo e depois na recém-restaurada Ópera de Damanhur e na Ópera Sayed Darwish em Alexandria.[19]
- Gayane Ballet na Ópera do Cairo, 15 e 18 de abril de 2007 O Teatro Acadêmico Nacional de Ópera e Balé da Armênia, em Yerevan, apresentou "Gayane" de Aram Khachaturian, a maestrina Karen Durgaryan e o coreógrafo Hovhannes Divanyan no Cairo e Alexandria. Com um espetáculo no Salão Principal da Ópera do Cairo e outro no Teatro Sayed Darwish, em Alexandria, as apresentações de Gayane celebraram o 15º aniversário do estabelecimento de relações diplomáticas entre a Armênia e o Egito.[20]

## Missões diplomáticas residentes
- A Armênia tem uma embaixada no Cairo .
- O Egito tem uma embaixada em Ierevã.

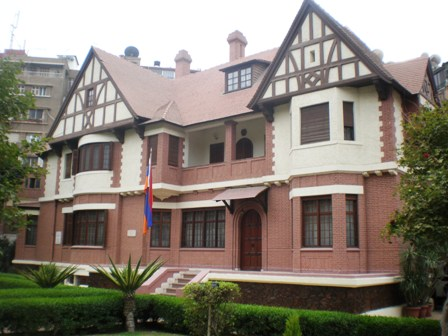
Embaixada da Arménia no Cairo